# Diplonevra zuijleni
Diplonevra zuijleni är en tvåvingeart som beskrevs av Ronald Henry Lambert Disney 2003. Diplonevra zuijleni ingår i släktet Diplonevra och familjen puckelflugor.
Artens utbredningsområde är Nederländerna. Inga underarter finns listade i Catalogue of Life.